# Telma Ívarsdóttir
Telma Ívarsdóttir (30 marzo 1999) è una calciatrice islandese, portiere del Rangers e della nazionale islandese.

## Carriera

### Club
Dopo essersi unita al KFF Fjarðabyggð nel 2014, mettendosi in luce tanto da guadagnarsi una convocazione in nazionale Under-17, Ívarsdóttir rinnova il contratto anche per la stagione seguente.

## Palmarès

### Club
- Coppa d'Islanda: 2

Breiðablik: 2016, 2021
- Supercoppa islandese: 1

Breiðablik: 2019